# Desiderata (moglie di Carlo Magno)
Desiderata (fl. 771) è stata una principessa longobarda, una delle quattro figlie di re Desiderio e di Ansa. Divenne regina dei Franchi in quanto consorte di Carlo Magno per soli due anni, dal 769 al 771.

## Nome
Nelle fonti altomedievali questa figlia principessa longobarda è attestata per lo più come "Desiderata", nome che molto probabilmente era semplicemente un patronimico: infatti, il suo vero nome non è stato tramandato, condannandola a una damnatio memoriae. Lo storiografo del IX secolo Andrea da Bergamo, autore di un compendio e di una continuazione dell'Historia Langobardorum di Paolo Diacono, la chiama "Berterada", ma data la posteriorità di questa informazione, l'attendibilità di questo nome resta scarsa.

## Biografia
In seguito alla sua salita al trono, il re dei Longobardi Desiderio strinse con il re dei Franchi Pipino il Breve un'alleanza, che venne sancita dalla promessa di matrimonio tra i due figli di Pipino, Carlo e Carlomanno, e due figlie di Desiderio. Questo patto ricevette la disapprovazione di papa Stefano III, che nell'estate del 770 scrisse una lettera a Carlo e Carlomanno, che dal 768 erano succeduti al padre come sovrani dei franchi, esprimendo il suo malcontento per la potenziale unione tra «la più notevole razza dei Franchi e quella fetida progenie dei Longobardi che aveva portato la lebbra in la terra».
Per poter celebrare questo matrimonio, Carlo fu costretto ad abbandonare Imiltrude, che probabilmente era stata legata a Carlo tramite l'istituto del Muntehe e gli aveva già dato un figlio, Pipino. Tuttavia, non ebbe alcun figlio da questo secondo matrimonio; inoltre, negli Annales Regni Francorum non vi è alcuna attestazione del fatto che questo matrimonio sia stato effettivamente celebrato, mentre nella Vita et gesta Caroli Magni di Eginardo è brevemente menzionato nel capitolo 18.
La situazione mutò nel 771, quando la morte di Carlomanno rese Carlo l'unico re dei Franchi e causò la fuga della moglie del fratello presso la corte di Pavia. Questi fatti spinsero Carlo a rivedere le sue alleanze; pertanto decise di rinunciare al matrimonio con la figlia di Desiderio (la quale si ritirò nel monastero di San Salvatore di Brescia, retto da sua sorella Anselperga) e di muovere guerra al regno dei Longobardi. Nel 774 Carlo conquistò Pavia e, dopo aver fatto rinchiudere Desiderio nel monastero di Corbie, assunse il titolo di re dei Longobardi.

## L'Ermengarda manzoniana
Sull'affannoso petto,

Lenta le palme, e rorida

Di morte il bianco aspetto,

Giace la pia, col tremolo

Sguardo cercando il ciel.»
(Alessandro Manzoni, Adelchi, coro dell'atto IV in cui viene descritta la morte di Ermengarda)
La vicenda di questa principessa longobarda colpì Alessandro Manzoni, che le diede il nome di Ermengarda e la rese uno dei personaggi rilevanti dell'Adelchi, la tragedia che egli scrisse per raccontare la drammatica guerra condotta contro i Longobardi dal re franco Carlo Magno tra il 772 e il 774. Il Manzoni dedicò a Ermengarda uno dei più celebri cori della tragedia, che celebrano il tragico destino della regina, crudelmente ripudiata in nome della ragion di Stato. 